# Eberardo III di Württemberg (duca)
Eberardo III di Württemberg (Stoccarda, 16 dicembre 1614 – Göppingen, 2 luglio 1674) fu duca di Württemberg dal 1628 fino alla sua morte.

## Biografia

### I primi anni e l'ascesa al trono
Eberardo III era il secondo figlio maschio di Giovanni Federico di Württemberg e di Barbara Sofia del Brandeburgo. Governò come duca di Württemberg dal 1628 sino alla sua morte nel 1674. Divenne erede del trono alla morte del padre, ma sotto reggenza nel 1628, durante la Guerra dei Trent'anni, all'età di quattordici anni. Il suo garante fu dapprima lo zio Ludovico Federico di Württemberg-Mömpelgard ed alla morte di questi, nel 1631, Giulio Federico di Württemberg-Weiltingen.

### L'invasione del Württemberg e la fuga
Il Württemberg perse un terzo dei propri territori nel 1629 per la guerra imperversante e Giulio Federico venne rimosso dalla reggenza l'8 maggio 1633, quando Eberardo venne dichiarato dall'imperatore Ferdinando II d'Asburgo capace di governare autonomamente ed a quel punto poté assumere il pieno controllo del ducato. A seguito di un'ulteriore sconfitta delle truppe del Wurttemberg nella battaglia di Nördlingen il 6 settembre 1634, il Wurttemberg venne invaso e saccheggiato.

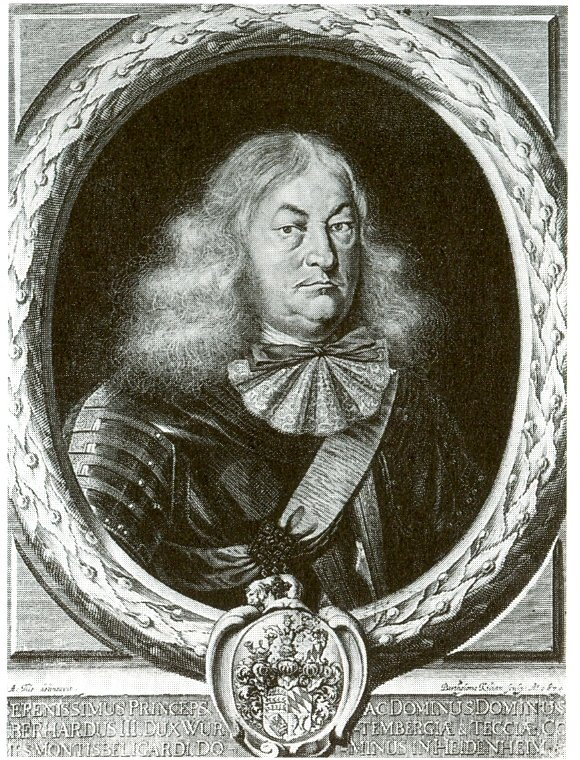
Eberardo III di Wurttemberg in una stampa d'epoca

Eberardo III si trasferì in esilio a Strasburgo da dove nuovamente si spostò nel 1637, tornando nel Wurttemberg nel 1638 dopo lunghi negoziati con l'Imperatore Ferdinando III. Gran parte dei territori del ducato erano infatti divenuti proprietà dell'imperatore, che vi aveva introdotto il cattolicesimo. Durante questo stesso periodo egli sposò la sua prima moglie, Anna Caterina Dorotea di Salm-Kyrburg, figlia del conte Giovanni Casimiro di Salm-Kyrburg che proprio nell'ambito della Guerra dei Trent'anni si trovava a capo di un manipolo di truppe svedesi protestanti.

### La ricostruzione del ducato dopo la Guerra dei Trent'anni
Il ducato di Wurttemberg venne ripristinato con la pace di Vestfalia del 1648; guerra, povertà, e la peste bubbonica avevano ridottola popolazione da 350.000 del 1618 a 120.000 del 1648.
Eberardo III acquisì l'eredità in accordo col fratello minore Federico che venne messo a capo del ducato di Württemberg-Neuenstadt e che costituì una nuova linea della casata, i Württemberg-Neuenstadt. Nel 1651, Eberardo raggiunse un simile accordo con un altro fratello, Ulrico, cedendogli il castello di Neuenbürg.
Per risanare le malandate finanze dello stato, Eberardo III promosse largamente il mercantilismo sul modello francese introdotto da Colbert.

## Matrimoni ed eredi
Eberardo si sposò due volte: in prime nozze, il 26 febbraio 1637, con Anna Caterina di Salm-Kyrburg (27 gennaio 1614 – 27 giugno 1655), da cui ebbe 14 figli:
- Giovanni Federico di Württemberg-Winnental (9 settembre 1637 - 2 agosto 1659).
- Luigi Federico di Württemberg-Winnental (2 novembre 1638 - 18 gennaio 1639).
- Cristiano Eberardo di Württemberg-Winnental (29 novembre 1639 - 23 marzo 1640).
- Eberardo di Württemberg-Winnental (12 dicembre 1640 - 24 febbraio 1641).
- Sofia Luisa di Württemberg-Winnental (19 febbraio 1642 - 3 ottobre 1702), sposò 8 febbraio 1671 Cristiano Ernesto, margravio di Brandeburgo-Bayreuth.
- Dorotea Amalia di Württemberg-Winnental (13 febbraio 1643 - 27 marzo 1650).
- Cristina Federica di Württemberg-Winnental (1644-1674), sposò nel 1665 il conte Alberto Ernesto I di Oettingen-Oettingen.
- Cristina Carlotta di Württemberg (21 ottobre 1645 - 16 maggio 1699), sposò nel maggio 1662 il principe Giorgio Cristiano, principe di Frisia orientale.
- Guglielmo Ludovico di Württemberg (7 gennaio 1647 - 23 giugno 1677).
- Anna Caterina di Württemberg-Winnental (27 novembre 1648 - 10 novembre 1691).
- Carlo Cristoforo di Württemberg-Winnental, nato e morto nel 1650.
- Eberardina Caterina di Württemberg-Winnental (12 aprile 1651 - 19 agosto 1683), sposò il 30 aprile, 1682 il conte Alberto Ernesto I di Oettingen-Oettingen, già vedovo di sua sorella Cristina Federica
- Federico Carlo di Württemberg-Winnental (settembre 1652 - dicembre 1698).
- Carlo Massimiliano di Württemberg-Winnental (28 settembre 1654 - 9 gennaio 1689).

In seconde nozze, sposò il 20 luglio 1656 la contessa Maria Dorotea Sofia di Oettingen (29 dicembre 1639 – 29 giugno 1698), da cui ebbe altri nove figli:
- Giorgio Federico di Württemberg-Winnental (24 settembre 1657 – 18 ottobre 1685).
- Cristiano Alberto di Württemberg-Winnental (13 giugno 1660 - 20 gennaio 1663).
- Luigi di Württemberg-Winnental (14 agosto 1661 - 30 novembre 1698).
- Gioacchino Ernesto di Württemberg-Winnental (28 agosto 1662 - 16 febbraio 1663).
- Filippo Sigismondo di Württemberg-Winnental (6 ottobre 1663 - 23 luglio 1669).
- Carlo Ferdinando di Württemberg-Winnental (13 ottobre 1667 - 13 giugno 1668).
- Giovanni Federico di Württemberg-Winnental (10 giugno 1669 - 15 ottobre 1693).
- Sofia Carlotta di Württemberg (1671–1717) sposò Giovanni Giorgio II di Sassonia-Eisenach
- Eberardo di Württemberg-Winnental, nato e morto nel 1672.
- Emanuele Eberardo di Württemberg-Winnental (11 ottobre 1674 - 1º luglio 1675).

## Ascendenza
|                                        |                                 |                                 | Genitori                       |  |  | Nonni |  |  | Bisnonni                            |  |  | Trisnonni             |  |
|                                        |                                 |                                 |                                |  |  |       |  |  | Giorgio I di Württemberg-Mömpelgard |  |  | Enrico di Württemberg |  |
|                                        |                                 |                                 |                                |  |  |       |  |  | Giorgio I di Württemberg-Mömpelgard |  |  | Enrico di Württemberg |  |
|                                        |                                 | Eva di Salm                     |                                |  |  |       |  |  | Giorgio I di Württemberg-Mömpelgard |  |  |                       |  |
| Federico I di Württemberg              |                                 |                                 |                                |  |  |       |  |  | Giorgio I di Württemberg-Mömpelgard |  |  |                       |  |
|                                        |                                 | Barbara d'Assia                 | Filippo I d'Assia              |  |  |       |  |  |                                     |  |  |                       |  |
|                                        |                                 | Barbara d'Assia                 | Filippo I d'Assia              |  |  |       |  |  |                                     |  |  |                       |  |
|                                        |                                 | Barbara d'Assia                 | Cristina di Sassonia           |  |  |       |  |  |                                     |  |  |                       |  |
| Giovanni Federico di Württemberg       |                                 | Barbara d'Assia                 |                                |  |  |       |  |  |                                     |  |  |                       |  |
|                                        |                                 | Gioacchino Ernesto di Anhalt    | Giovanni II di Anhalt-Dessau   |  |  |       |  |  |                                     |  |  |                       |  |
|                                        |                                 | Gioacchino Ernesto di Anhalt    | Giovanni II di Anhalt-Dessau   |  |  |       |  |  |                                     |  |  |                       |  |
|                                        |                                 | Gioacchino Ernesto di Anhalt    | Margherita di Brandeburgo      |  |  |       |  |  |                                     |  |  |                       |  |
| Sibilla di Anhalt                      |                                 | Gioacchino Ernesto di Anhalt    |                                |  |  |       |  |  |                                     |  |  |                       |  |
|                                        |                                 | Agnese di Barby-Mühlingen       | Wolfgang von Barby             |  |  |       |  |  |                                     |  |  |                       |  |
|                                        |                                 | Agnese di Barby-Mühlingen       | Wolfgang von Barby             |  |  |       |  |  |                                     |  |  |                       |  |
|                                        |                                 | Agnese di Barby-Mühlingen       | …                              |  |  |       |  |  |                                     |  |  |                       |  |
| Eberardo III di Württemberg            |                                 | Agnese di Barby-Mühlingen       |                                |  |  |       |  |  |                                     |  |  |                       |  |
|                                        | Giovanni Giorgio di Brandeburgo | Gioacchino II di Brandeburgo    |                                |  |  |       |  |  |                                     |  |  |                       |  |
|                                        | Giovanni Giorgio di Brandeburgo | Gioacchino II di Brandeburgo    |                                |  |  |       |  |  |                                     |  |  |                       |  |
|                                        | Giovanni Giorgio di Brandeburgo | Maddalena di Sassonia           |                                |  |  |       |  |  |                                     |  |  |                       |  |
| Gioacchino III Federico di Brandeburgo | Giovanni Giorgio di Brandeburgo |                                 |                                |  |  |       |  |  |                                     |  |  |                       |  |
|                                        |                                 | Sofia di Legnica                | Federico II di Legnica         |  |  |       |  |  |                                     |  |  |                       |  |
|                                        |                                 | Sofia di Legnica                | Federico II di Legnica         |  |  |       |  |  |                                     |  |  |                       |  |
|                                        |                                 | Sofia di Legnica                | Sofia di Brandeburgo-Ansbach   |  |  |       |  |  |                                     |  |  |                       |  |
| Barbara Sofia di Brandeburgo           |                                 | Sofia di Legnica                |                                |  |  |       |  |  |                                     |  |  |                       |  |
|                                        |                                 | Giovanni di Brandeburgo-Küstrin | Gioacchino I di Brandeburgo    |  |  |       |  |  |                                     |  |  |                       |  |
|                                        |                                 | Giovanni di Brandeburgo-Küstrin | Gioacchino I di Brandeburgo    |  |  |       |  |  |                                     |  |  |                       |  |
|                                        |                                 | Giovanni di Brandeburgo-Küstrin | Elisabetta di Danimarca        |  |  |       |  |  |                                     |  |  |                       |  |
| Caterina di Brandeburgo-Küstrin        |                                 | Giovanni di Brandeburgo-Küstrin |                                |  |  |       |  |  |                                     |  |  |                       |  |
|                                        |                                 | Caterina di Brunswick-Lüneburg  | Enrico V di Brunswick-Lüneburg |  |  |       |  |  |                                     |  |  |                       |  |
|                                        |                                 | Caterina di Brunswick-Lüneburg  | Enrico V di Brunswick-Lüneburg |  |  |       |  |  |                                     |  |  |                       |  |
|                                        |                                 | Caterina di Brunswick-Lüneburg  | Caterina di Pomerania-Wolgast  |  |  |       |  |  |                                     |  |  |                       |  |
|                                        |                                 | Caterina di Brunswick-Lüneburg  |                                |  |  |       |  |  |                                     |  |  |                       |  |